# Balasan
Balasan è una municipalità di quarta classe delle Filippine, situata nella Provincia di Iloilo, nella Regione del Visayas Occidentale.
Balasan è formata da 23 baranggay:
- Aranjuez
- Bacolod
- Balanti-an
- Batuan
- Cabalic
- Camambugan
- Dolores
- Gimamanay
- Ipil
- Kinalkalan
- Lawis
- Malapoc

- Mamhut Norte
- Mamhut Sur
- Maya
- Pani-an
- Poblacion Norte
- Poblacion Sur
- Quiasan
- Salong
- Salvacion
- Tingui-an
- Zaragosa